# Tšoarelo Bereng
Tšoarelo Bereng (ur. 30 października 1990) – sotyjski piłkarz grający na pozycji ofensywnego pomocnika. Od 2022 jest zawodnikiem klubu Mbabane Highlanders FC.

## Kariera klubowa
Swoją karierę piłkarską Bereng rozpoczął w Południowej Afryce, w klubie United FC. W sezonie 2012/2013 zadebiutował w nim w drugiej lidze południowoafrykańskiej. W latach 2013–2015 był zawodnikiem Moroka Swallows FC, a w sezonie 2025/2016 - Cape Town All Stars FC. Następnie grał w takich klubach jak: Chippa United FC (2016-2017), Black Leopards FC (2018-2020), TS Sporting FC (2020), Tshakhuma Tsha Madzivhandila FC (2021, z którym zdobył Nedbank Cup) i Marumo Gallants FC (2021-2022). W 2022 został piłkarzem suazyjskiego Mbabane Highlanders FC.

## Kariera reprezentacyjna
W reprezentacji Lesotho Bereng zadebiutował 27 marca 2018 w przegranym 1:2 towarzyskim meczu z Namibią.